# Brady P. Gentry

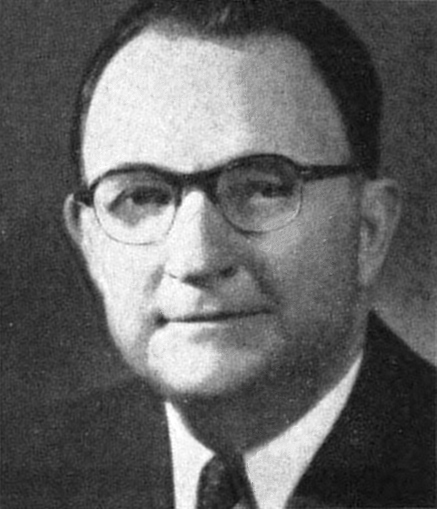
Brady P. Gentry (1955)

Brady Preston Gentry (* 25. März 1896 in Colfax, Van Zandt County, Texas; † 9. November 1966 in Houston, Texas) war ein US-amerikanischer Politiker. Er vertrat den Bundesstaat Texas im US-Repräsentantenhaus.

## Werdegang
Brady Gentry besuchte die öffentlichen Schulen in seinem Geburtsort sowie anschließend das East Texas State College in Commerce. Er graduierte an der Cumberland University in Lebanon, Tennessee, wo er Jura studierte. Nachdem er seine Zulassung als Anwalt erhalten hatte, eröffnete er eine Praxis in Tyler. Als der Erste Weltkrieg ausbrach, verpflichtete er sich 1918 in der United States Army. Er diente in Europa, wo er bis zum Hauptmann der Infanterie befördert wurde.
Nach dem Krieg arbeitete er von 1921 bis 1924 als Staatsanwalt im Smith County. Später wurde er Richter dieses Countys. Er übte diese Tätigkeit von 1931 bis 1939 aus. Danach wechselte er wieder seine Stellung. Gentry war danach von 1939 bis 1945 Vorsitzender der Texas State Highway Commission. Nach dem Zweiten Weltkrieg wurde Gentry als Demokrat in den 83. und 84. Kongress gewählt. Seine Amtszeit währte vom 3. Januar 1953 bis zum 3. Januar 1957. Er kandidierte 1956 nicht noch einmal für eine Wiederwahl in den 85. Kongress. Gentry begann wieder mit der Arbeit in seiner Praxis.
Brady Preston Gentry wurde auf dem Rose Hill Cemetery in Tyler beigesetzt.